# KKTニュース
『KKTニュース』（ケーケーティーニュース）は、くまもと県民テレビで放送されているローカルニュース番組である。

## 放送時間（2013年4月から）
- 毎日 20:54 - 21:00（JST、ニュースのみ）
  - タイトルCGは放送終了時のみ（放送開始と同時に画面右下にタイトルと提供クレジット（スポンサーがある場合）を表示し、挨拶した後にニュースを読み始める）。
  - 現在のタイトルCGはモノクロで描かれたデッサン(KKT新社屋、熊本城、熊本空港を出発する飛行機)をバックに輪郭で描かれたタイトルロゴがカラーになって浮き上がるもの。
  - 2014年秋の番組改編をもって放送終了。代わって『天気予報』が充てられた。
- 土曜 17:20 - 17:30（JST、ニュース・天気予報）
  - 前時間帯の『news every.サタデー』を飛び降り後、熊本市内の天気カメラ映像をバックに自社送出の同番組のエンドカードに続いて「ひきつづきkktニュース・天気予報をお送りします」とテロップが表示される。
- 日曜 17:25 - 17:30（JST、ニュースのみ）

## 関連番組
- NNNくまもとNOW
- ニュースプラス1くまもと
- KKTニュースプラス1
- Newsリアルタイムくまもと
- テレビタミン